# 아방트 브라우저
아방트 브라우저(Avant Browser)는 중국의 앤더슨 체(Anderson Che)가 만든 32비트 마이크로소프트 윈도우용 웹 브라우저이다. 인터넷 익스플로러 6판 이상이 설치되어 있어야 되며 독점 소프트웨어이다. 인터넷 익스플로러보다 더 많은 기능을 가지고 있으며 더 유연하고 사용자에게 더 친숙하다.

## 특징
- 공식적으로는 윈도우 2000부터 윈도우 7까지 지원한다.
- 트라이던트를 레이아웃 엔진으로 탑재했다.
- 41개 언어를 지원한다.